# 1935 Lucerna
1935 Lucerna (1973 RB) là một tiểu hành tinh vành đai chính được phát hiện ngày 2 tháng 9 năm 1973 bởi P. Wild ở Zimmerwald.